# Saller
A saller (sallet vagy salade) a kései lovagkor sisaktípusa. Néha előfordul címersisakként. Használata szinte kizárólag a 15. századra korlátozódik, a 16. század elején szórványosan még megtalálható volt, helyét a zárt sisakok, morionok, cabasset-k és a burgonet-k vették át. A német variáns farka jellemzően igen hosszú, rákozott vagy merev. Az 1480-as évektől ugyanitt pár évtizedig divatban volt a "fekete sallet", melynek visorja már csak dísz, mint a késői korinthoszi sisakoknál - azaz a visor alsó szegélye homlokmagasságban található; szinte kizárólag a gyalogság használta. Az olasz variáns mélyebben lenyúlik a nyak felé, a farok csökevényes vagy hiányzik, ennek nyílt arcú alváltozatából fejlődött ki viharos sebességgel a barbuta, melynek megjelenése az a'l antica divat kezdetét jelentette.

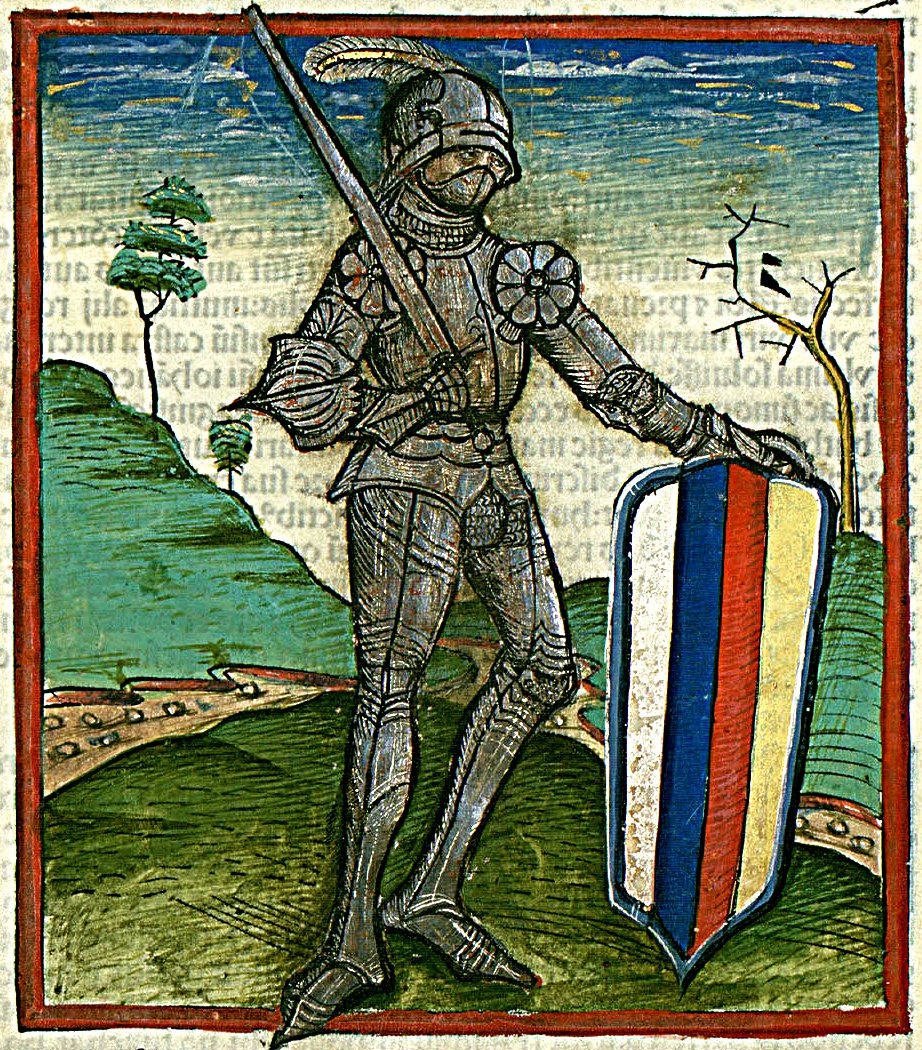
Hunyady János páncélban a Thuróczy-krónikából

Észak-Európában a bacinetet váltotta fel. Hátul egyes típusainál külön, néha igen megnyúlt lemez védte a tarkót és a vállat. Egyes típusai első nyakvédő lemezzel, bevorral voltak ellátva, melyet vagy a mellvérthez rögzítettek, jellemzően de nem kizárólag szárnyasanyával és csavarral, vagy a sisakra szíjazták. Nyitható (néha kettős) sisakrostéllyal is rendelkezett. A hanyatló heraldika korától néha sisakdísszel is el volt látva, például a német heraldikában, de ez nem tartott sokáig. A skót heraldikában ma is használatos heraldikai sisakként. Modern leszármazói a tűzoltó sisakok.

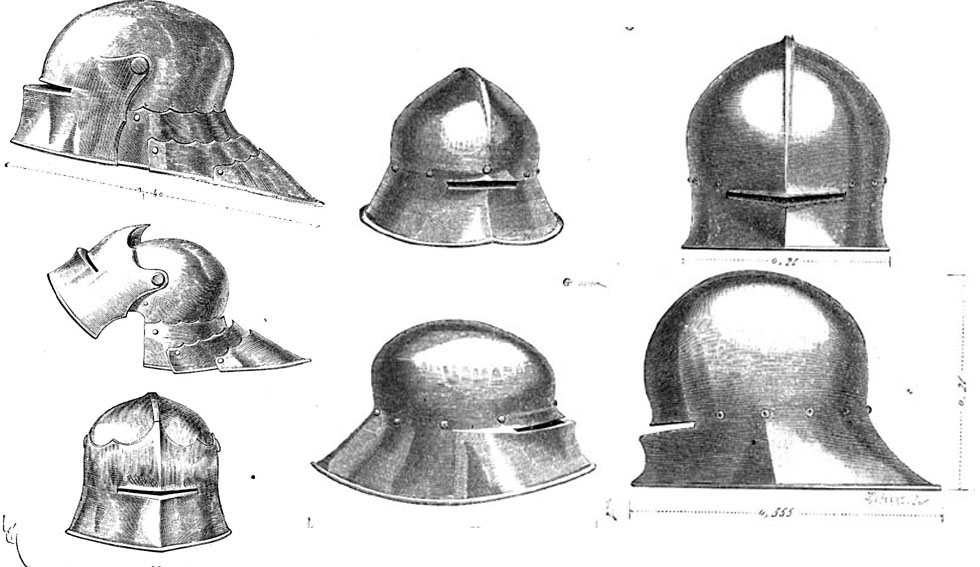
Sallerek
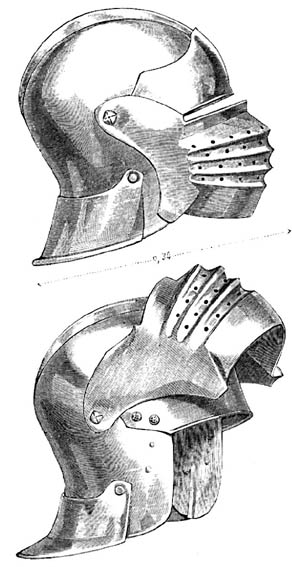
Sisakrostélyos sallerek, átmenet a zárt sisakok felé
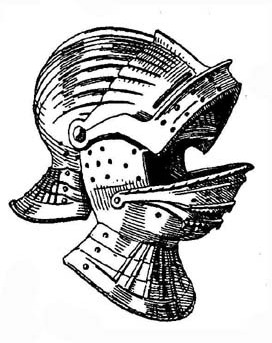
Saller kettős vizorral (átmenet az armet felé).
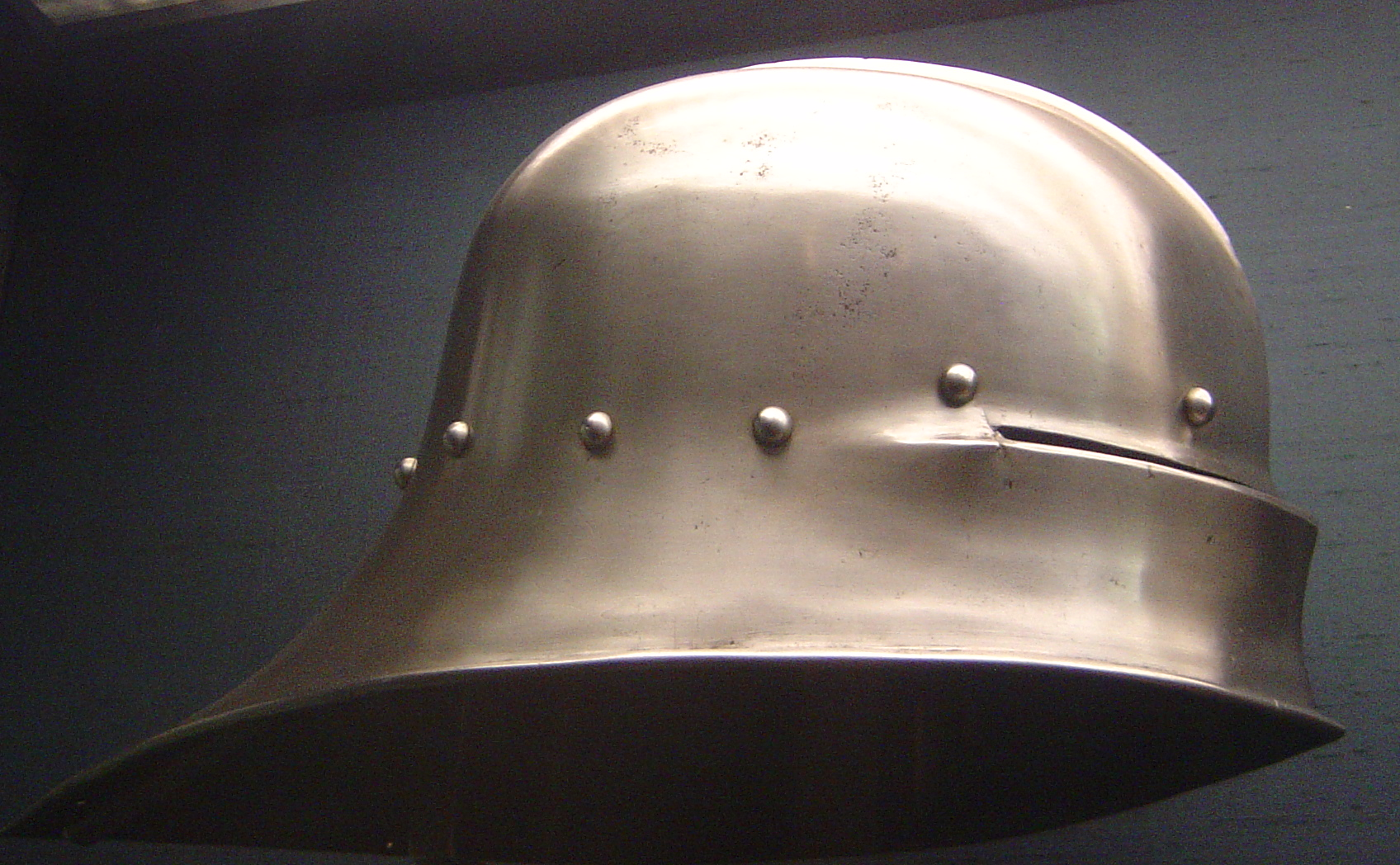
Késő 15. századi saller
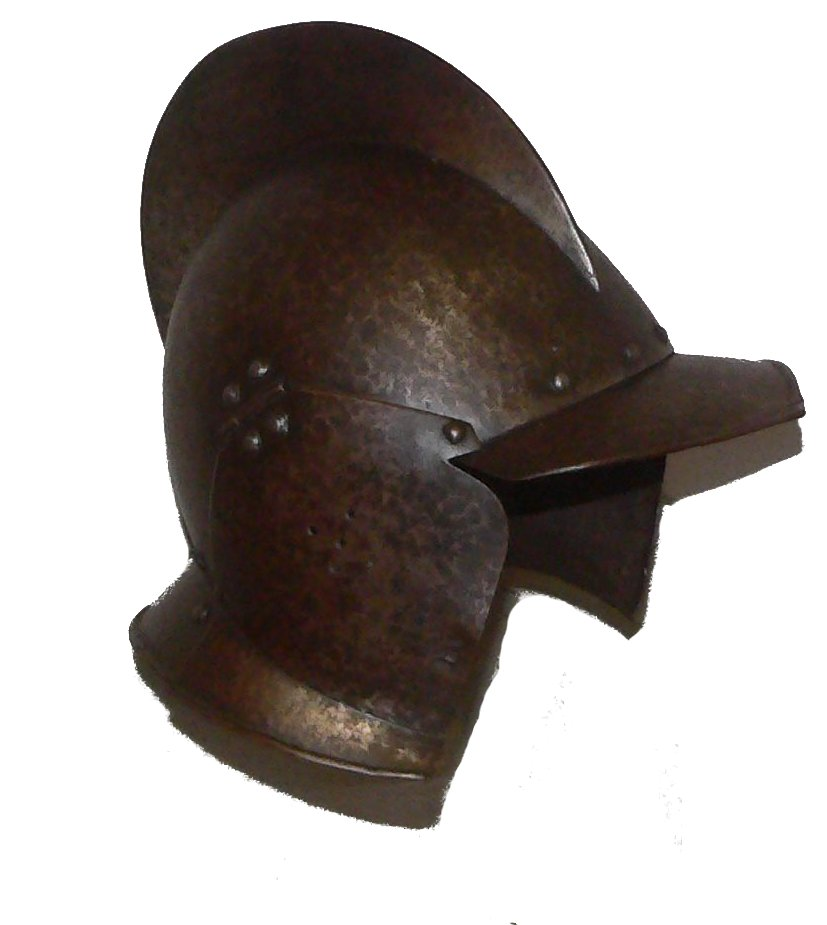
Bourgignotte, a sallerből alakult ki az a'l antica divatját követve, imitálva a római légiós sisakokat